# Klęska głodu w Rosji (1891–1892)
Głód w Rosji 1891–1892 – klęska głodu mająca miejsce na terenie Imperium Rosyjskiego na początku lat 90. XIX wieku. Objęła głównie nadwołżańskie tereny południowej Rosji między Morzem Czarnym a Uralem.
Wskutek wczesnej i mroźnej zimy pod koniec 1890 oraz mającego miejsce od kwietnia 1891 suchego lata (w Carycynie deszcz nie spadał przez 96 dni z rzędu, w Orenburgu przez ponad 100 dni), zbiory okazały się być katastrofalne. Chłopi próbowali ratować się mchem i korą drzew lub emigrowali w poszukiwaniu pożywienia. Sytuację pogarszały niewydolność carskiej biurokracji, a także zwlekanie przez kilkanaście tygodni z ustanowieniem zakazu eksportu zboża w Rosji. Ostatecznie rząd carski wydał 17 listopada 1891 roku rozkaz wzywający społeczeństwo do tworzenia ochotniczych organizacji dla niesienia pomocy ofiarom głodu. Z jednej strony przyczyniło się do masowego organizowania pomocy humanitarnej w skali całego kraju, z drugiej otworzyło drogę do pierwszej otwartej dyskusji społecznej nad niewydolnością funkcjonującego w Rosji systemu carskiej autokracji.
W efekcie zarówno klęski głodu, jak i będącymi jej następstwem epidemii cholery i tyfusu, do końca 1892 roku zginęło nawet pół miliona ludzi. Przebudzenie polityczne i społeczne w Rosji, jakie miało miejsce w efekcie klęski z lat 1891–1892, uznawane jest za preludium do rewolucji 1905.